# Jokijärvi och Lammus
Jokijärvi och Lammus är en sjö i kommunen Pieksämäki i landskapet Södra Savolax i Finland. Arean är 38 hektar och strandlinjen är 4,39 kilometer lång. Sjön  ingår i Kymmene älvs huvudavrinningsområde.   Den ligger omkring 65 kilometer norr om S:t Michel och omkring 250 kilometer norr om Helsingfors. 